# Vologès I de Pàrtia
Vologès I va ser rei de Partia de l'any 51 al 77.
A la mort de Vonones II de Pàrtia després de només dos mesos de regnat, el va succeir el seu fill Vologès I.
A la part oriental, a la Pàrtia pròpia (a l'actual regió de Merw) s'han trobat monedes d'un suposat rival de nom Sanabares datades entre el 51 i el 65, és a dir quasi tot el regnat de Vologès. Cal suposar que Vologès el va eliminar potser l'any 65.
El rei Vologès I va reiniciar la reclamació del regne d'Armènia i va envair aquest país l'any 53. Va conquerir Artàxata i va proclamar rei al seu germà Tiridates I (any 53), però a l'hivern, en retirar-se els soldats parts per una epidèmia, el rei Radamist va recuperar el poder. Però es va sobrepassar en les venjances produïdes, i la noblesa se li va girar en contra i es va produir una revolta general (cap a finals del 54 o al 55) i va haver de fugir i Tiridates va tornar a ser rei (55). La dona de Radamist, Zenòbia, que es va quedar enrere per no endarrerir la fugida del seu marit, va ser feta presonera, però Tiridates la va tractar com una reina.
L'any 55 es va rebel·lar el fill de Vologès I, Vardanes, que es va proclamar rei (Vardanes II) però va ser derrotat al cap de tres anys (58).
La primavera del 58 el general Corbuló, amb plens poders, va entrar a l'Armènia des Capadòcia i va avançar en direcció a Artàxata, mentre que Farasmanes o Pharsman I d'Ibèria atacava pel nord, i Antíoc de Commagena atacava pel sud-oest. Tiridates va fugir de la seva capital que Corbuló va ocupar i va incendiar. A l'estiu Corbuló va avançar cap a Tigranocerta, en una marxa molt penosa, i va arribar a la ciutat que li va obrir les portes, menys la ciutadella que va resistir, i va ser pressa a l'assalt. Ja la majoria dels armenis havia abandonat el partit part i acceptaven un príncep donat per Roma. Neró va donar llavors la corona a Tigranes VI, de la darrera casa reial de Capadòcia, net de Glafira (filla del darrer rei Arquelau) i fill d'Alexandre de Judea, que estava casat amb una princesa de la casa dels Artàxides. Els districtes fronterers armenis van sertransferits als aliats: a Farasmanes d'Ibèria; a Polemó II del Pont; a Aristòbul Asmoneu de la Petita Armènia i a Antíoc de Commagena.
Tigranes VI d'Armènia no va tardar a fer una expedició a Adiabene, que era tributari dels parts. El rei part Vologès ho va considerar una agressió i va reiniciar la guerra, afavorint al son germà Tiridates, al que va donar ajuda, però aquest va fracassar davant Tigranocerta, defensada pel mateix Tigranes VI. No obstant el governador de Capadòcia Gai Cesenni Pet, fou derrotat pels parts a Randea, a la vora del Arsanies (avui Murad Su), i assetjat a la fortalesa va haver de signar un tractat pel qual els romans evacuaven Armènia (62). Aquest tractat va ser modificat, però signat altra vegada a Randea, amb Corbuló, l'any 63, i Tigranes VI va haver de renunciar a la corona.
Així Tiridates va quedar establert com a rei d'Armènia. Era un rei part, però client de Roma. Al país s'hi va estacionar només una guarnició romana, situada a la Sofene, i Artàxata (destruïda) va ser reconstruïda. Allí mateix el rei arsàcida va deixar la corona i va anunciar que aniria a Roma per rebre-la de mans de Neró. L'any 66 tropes romanes van entrar a Armènia amb permís de Tiridates, que el mateix any 66 va viatjar a Roma amb tres nebots que s'hi van quedar com a ostatges (també van quedar com a ostatges els fills del rei Monobassos d'Adiabene, vassall de Tiridates) i va ser coronat al Fòrum per Neró.
Va ser l'any 72 quan els alans van fer una assoladora incursió a la Mèdia Atropatene i alguns districtes d'Armènia. Tiridates, que els va fer front, va estar a punt de ser capturat; finalment es van retirar amb molt de botí. Pacoros, rei d'Atropatene, va fugir a la cort del seu pare Vologès I.
L'any 77 va morir Vologès i el va succeir el seu fill Vologès II.